# Levin Gideon Friedrich von Apenburg
Levin Gideon Friedrich von Apenburg (* 27. Februar 1724; † 4. November 1794) war ein preußischer Kavallerieoffizier, zuletzt im Rang eines Generalmajors.

## Leben
Der zweite Sohn des Ernst Friedrich von Apenburg, Erbherr auf Groß Mokratz, und der Eva Eleonora von Hanow aus dem Hause Lasbeck trat 1738 als Fahnenjunker in das Ansbach-Bayreuthsche Regiment ein. 1741 nahm er an der Schlacht bei Mollwitz teil. Er wurde im selben Jahr zum Fähnrich und 1744 zum Leutnant im Rochowschen Kürassierregiment befördert. In der Schlacht bei Hohenfriedberg 1745 wurde er verwundet, er war aber in der Schlacht bei Soor wieder im Einsatz.
1753 wurde er Stabsrittmeister und 1755 bekam er eine eigene Kompanie. 1756 nahm er an der Schlacht bei Lobositz und 1757 an den Schlachten Kolin, Roßbach und Leuthen teil. Im März 1758 wurde er zum Major befördert. Nach der Schlacht bei Zorndorf wurde er mit dem Orden Pour le Mérite ausgezeichnet. Im selben Jahr war er an der Schlacht bei Hochkirch beteiligt und wurde zum Oberstleutnant befördert. 1760 kam er in den Schlachten bei Liegnitz und Torgau zum Einsatz. Nach Liegnitz erhielt er ein Gnadengeschenk von 1000 Talern. Im folgenden Jahr wurde er zum Oberst befördert. 1762 nahm er an der Schlacht bei Reichenbach teil und wurde 1763 Kommandeur des Regiments.
Im selben Jahr übernahm er das Plettenbergsche Dragonerregiment. Am 24. Mai 1766 wurde er zum Generalmajor befördert. Nachdem der Generalmajor von Röder gestorben war, übernahm er 1781 dessen Kürassierregiment. 1784 erhielt er den von ihm aus gesundheitlichen Gründen erbetenen Abschied, verbunden mit einem Gehalt von 2000 Talern.
Levin Gideon Friedrich von Apenburg war nicht verheiratet. Mit ihm erlosch das Adelsgeschlecht von Apenburg in der männlichen Linie.